# 85320 Bertram
85320 Bertram è un asteroide della fascia principale. Scoperto nel 1995, presenta un'orbita caratterizzata da un semiasse maggiore pari a 2,6464819 UA e da un'eccentricità di 0,2027239, inclinata di 5,04966° rispetto all'eclittica.
L'asteroide è dedicato all'omonimo pittore tedesco.